# Acrocercops sauropis
Acrocercops sauropis är en fjärilsart som beskrevs av Edward Meyrick 1908. Acrocercops sauropis ingår i släktet Acrocercops och familjen styltmalar. Inga underarter finns listade i Catalogue of Life.